# نهر ماريسا
نهر ماريسا هو نهر في سولاوسي، إندونيسيا. يتدفق نهر ماريسا عبر مدينة ماريسا عاصمة بلدبة بوهواتو.